# Faverolles-en-Berry
Faverolles-en-Berry era una comuna francesa que estaba situada en el departamento de Indre, de la región de Centro-Valle del Loira que el 1 de enero de 2019 pasó a formar parte de la comuna nueva de Villentrois-Faverolles-en-Berry como comuna delegada.

## Historia
La comuna se llamó Faverolles hasta 2017.

## Demografía
| Gráfica de evolución demográfica de Faverolles-en-Berry entre 1800 y 2015 |
|                                                                           |

Los datos demográficos contemplados en este gráfico de la comuna de Faverolles-en-Berry se han cogido de 1800 a 1999 de la página francesa EHESS/Cassini, y los demás datos de la página del INSEE.